# Hartholz

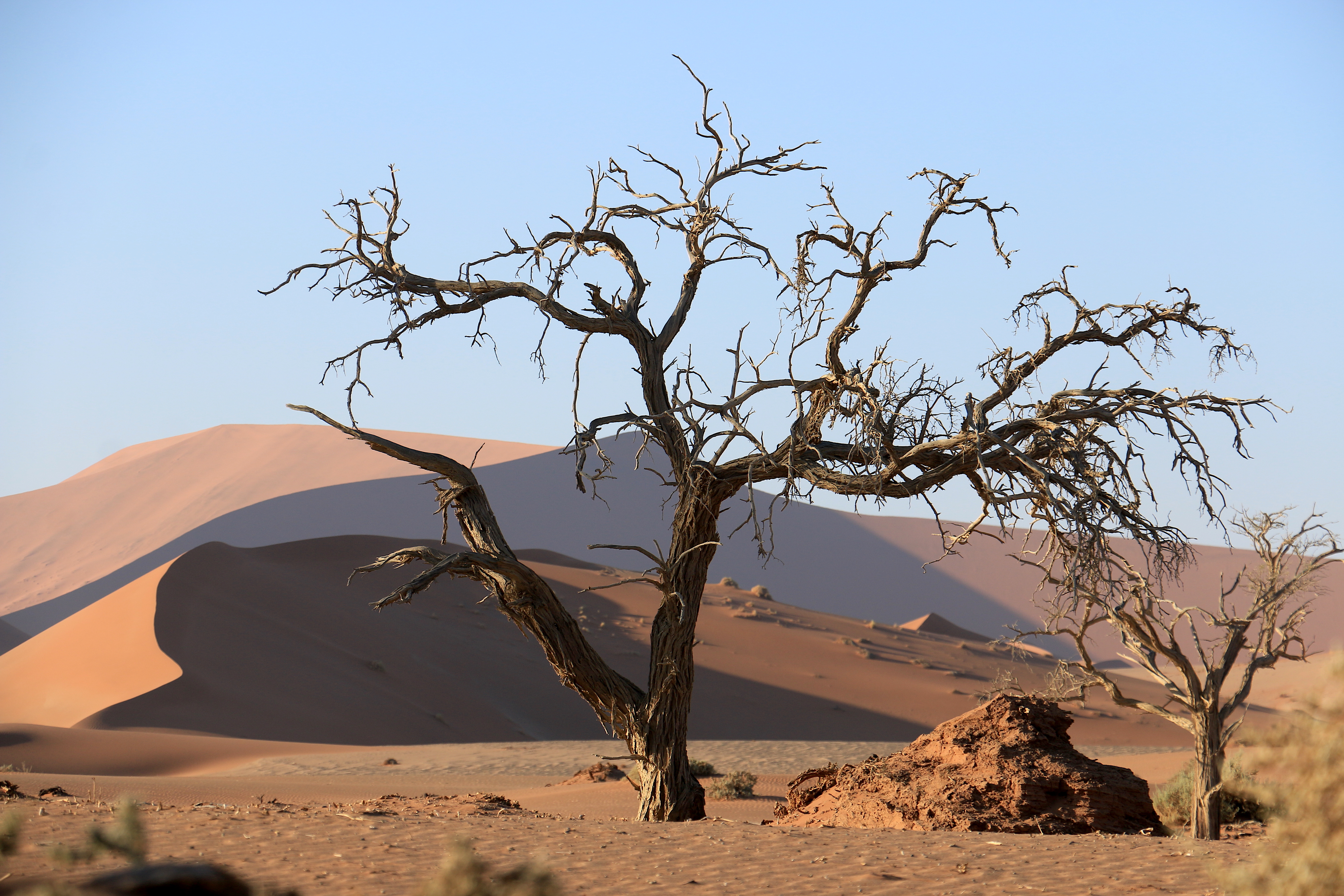
Ausgesprochen hartes Holz produziert der Kameldornbaum. Hier ein Baum im Sossusvlei

Hartholz ist durch einen großen Anteil an Fasern und seine enge Gefäßstruktur in der Beschaffenheit festes und schweres Holz. Der Begriff war ursprünglich zolltechnischer Natur und wurde für Hölzer mit einer Darrdichte über 0,55 g/cm³ (beispielsweise Buche, Eiche, Esche) verwendet. Meist durch langsames Wachsen bedingt, ist das Holz dicht und hart und schwer zu bearbeiten. Sehr schweres Holz über 1 g/cm³ wird als Eisenholz bezeichnet.

## Eigenschaften
Die Holzeigenschaften sind jedoch nicht pauschal für eine Sorte immer einheitlich. Beispielsweise gilt die Birke in Mitteleuropa als relativ wertloses, mechanisch schwaches Weichholz. Wächst dagegen die gleiche Baumart an sehr ungünstigen Standorten wie in Mitteleuropa an einem lichtarmen Nordhang im Moor oder im nördlichen Skandinavien, dann bleiben die jährlichen Zuwächse sehr gering, und die Jahresringe liegen dicht beieinander. Das Holz wird dann härter und widerstandsfähiger, so dass Birkenholz in Finnland wie Hartholz gehandelt wird.
Der englische Begriff hardwood sollte nicht mit Hartholz, sondern richtig mit Laubholz übersetzt werden; dieser Begriff bezeichnet also eher die Herkunft des Holzes und nur indirekt die Holzeigenschaften, da Laubhölzer meist härter als Nadelhölzer sind, es jedoch auch weiche Laubhölzer wie Weide oder Pappel gibt.
Die Härte bzw. Dichte des Holzes steht auch in keinem direkten Zusammenhang mit seiner Dauerhaftigkeit bei Befall mit Pilzen und Fraßschädlingen. Z. B. gehören Buche, Esche oder Ahorn zu den am wenigsten dauerhaften heimischen Hölzern. Einige weiche Hölzer wie Lärche oder Douglasie sind hingegen relativ dauerhaft. Die mechanische Belastbarkeit ist bei Harthölzern jedoch meist hoch, wie z. B. die Verwendung von Lettern aus Buchenholz und antiker Kammrad-Zähne aus Eschenholz zeigen.